# Anahy
Anahy est une ville brésilienne de l'État du Paraná. Sa population était estimée à 2 922 habitants en 2014.